# Ace (tenis)
En el tenis, un ace (del inglés: 'as') es un saque legal que no es tocado por el receptor, ganando el punto para el servidor. En el tenis profesional, los aces generalmente se ven en el primer servicio de un jugador, donde el servidor puede golpear la pelota con máxima fuerza y tomar más riesgos con la ubicación de la pelota, como en los rincones más alejados del cuadro de servicio. Según el Salón de la Fama del Tenis Internacional, este término fue acuñado por el periodista deportivo Allison Danzig. 

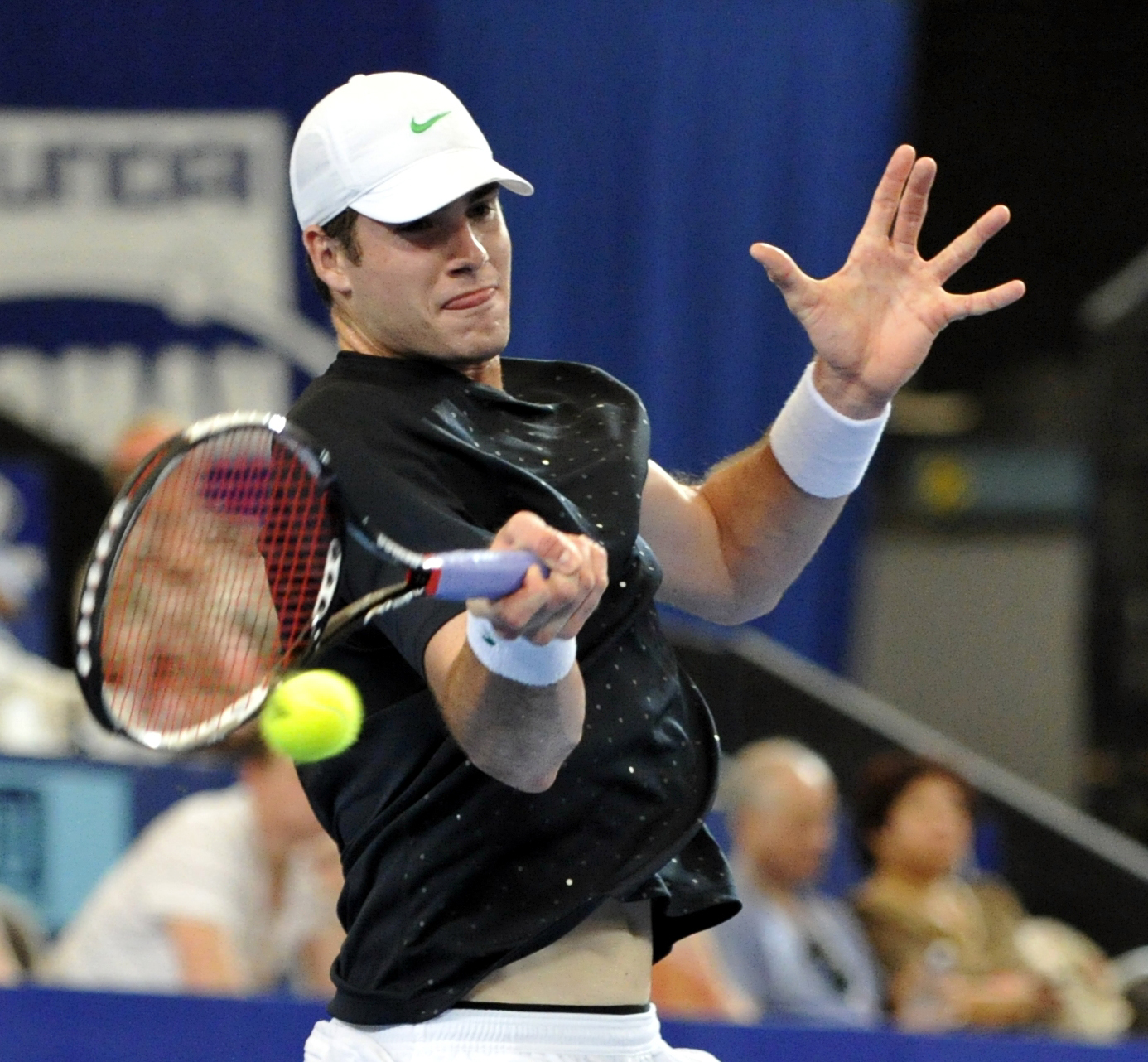
Isner tiene los récords en la ATP de más aces en un partido de Wimbledon 2010, en un torneo completo en Wimbleton 2018 y lidera en cantidad de aces en una carrera.

## Saque

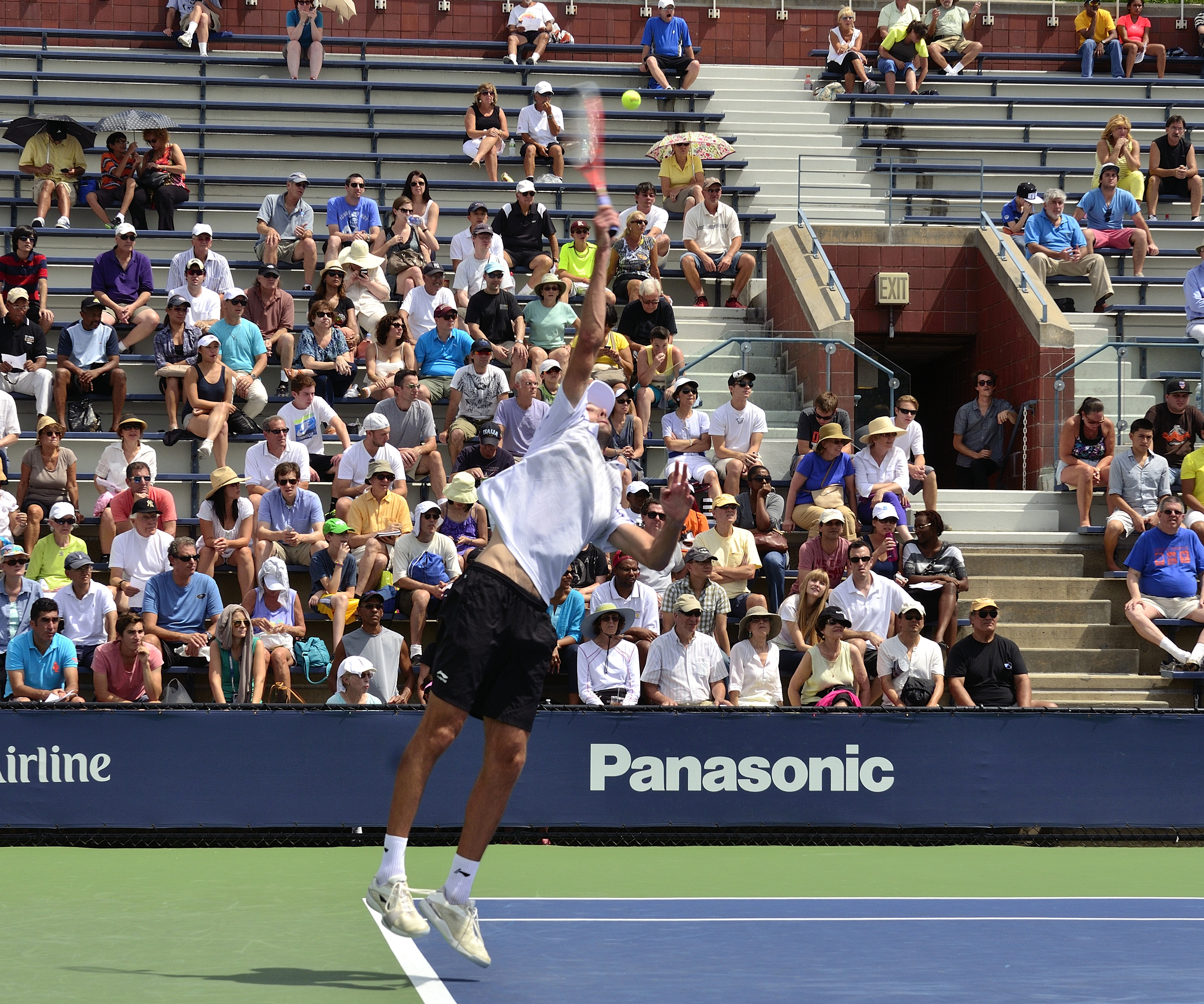
Saque de Karlović en el Abierto de Estados Unidos 2013.

En competiciones de tenis profesional, los aces ocurren normalmente en el primer servicio del jugador, ya que puede golpear la bola en dirección diagonal con la máxima fuerza, con más posibilidades de colocarse la bola en las esquinas más alejadas del área de la caja de servicio en el otro lado de la red. De vez en cuando en algún buen segundo servicio se consigue un ace, pero es arriesgado ya que se puede incurrir en doble falta. La superficie más propicia para conseguir un mayor número de saques directos (aces) son las superficies rápidas (green set, cemento, hierba).

## Acesen un mismo partido
El récord Asociación de Tenistas Profesionales del jugador que ha conseguido más aces en un mismo partido lo tiene el estadounidense John Isner con 113. El segundo en la lista es el francés Nicolas Mahut con 103, que logró esta marca en el partido que disputó ante el mismo Isner. El tercero es Ivo Karlović con 78 saques directos conseguidos en la Copa Davis 2009.

## Mayor cantidad de aces en la ATP
A 1 de julio de 2022, John Isner e Ivo Karlović, primero y segundo respectivamente, lideran la cantidad de aces en una carrera en todas las superficies con más de 13 000. Los siguen Roger Federer, Feliciano López, Goran Ivanišević, Andy Roddick, Sam Querrey y Pete Sampras. Otros de los tenistas con más aces han sido Miloš Raonić, Ivan Ljubičić, Marin Čilić, Kevin Anderson, y Richard Krajicek.